# Габаро
Габаро (англ. Gabaro) — третий Оба (король) Лагоса, сын и наследник Обы Адо, внуком Асипы. Его братом был Акинсемойин, который впоследствии станет его наследником.
Габаро перемести свою резиденцию с Адды на остров Лагос, в замок Ига Идунганран. Как и его отец Адо, он собирал ежегодные дани от своих подданных и отправлял их Обе Бенина. Оба Габаро создал институт вождей, наделив потомков бога Олофина таким титулом. Отличительной чертой вождей Лагоса стала белая шапка, отличая их таким образом от Обы Бенина и его шёлковой шляпы.